# Paul Martens
Paul Martens (Rostock, 26 ottobre 1983) è un ex ciclista su strada tedesco. Professionista dal 2006 al 2021, ha vinto il Giro del Lussemburgo 2013.

## Palmarès
- 2005 (Under-23)

Campionati tedeschi, Prova a cronometro Under-23
- 2006 (Skil, due vittorie)

2ª tappa Giro del Lussemburgo (Schifflange > Differdange)
Münsterland Giro
- 2007 (Skil, una vittoria)

2ª tappa Ster Elektrotoer (Aquisgrana > Valkenburg)
- 2010 (Rabobank, una vittoria)

Grand Prix de Wallonie
- 2012 (Rabobank, una vittoria)

4ª tappa Vuelta a Burgos (Doña Santos > Clunia)
- 2013 (Belkin, due vittorie)

1ª tappa Volta ao Algarve (Faro > Albufeira)
Classifica generale Giro del Lussemburgo
- 2014 (Belkin, una vittoria)

5ª tappa Giro del Belgio (Oreye > Oreye)

## Piazzamenti

### Grandi Giri
- Giro d'Italia

2008: 78º
2013: 63º
2019: 75º
2021: 99º
- Tour de France

2015: 80º
2016: 98º
2017: 82º
2018: 81º
- Vuelta a España

2009: ritirato (12ª tappa)
2011: 119º
2014: 58º
2020: 109°

### Classiche monumento
- Milano-Sanremo

2008: 112º
2010: 15º
2012: 61º
2013: 82º
2015: 17º
2016: 50º
2017: 91º
2020: 107º
2021: 163º
Giro delle Fiandre
2006: ritirato
Parigi-Roubaix
2006: 99º
- Liegi-Bastogne-Liegi

2009: 32º
2010: 14º
2011: 13º
2012: 82º
2013: 55º
2014: 45º
2015: 96º
2016: 77º
2017: 101º
2018: 78º
2019: 83º
2020: ritirato
2021: ritirato
- Giro di Lombardia

2009: 42º
2016: ritirato
2020: ritirato

### Competizioni mondiali
- Campionati del mondo

Verona 2004 - Cronometro Under-23: 13º
Verona 2004 - In linea Under-23: 26º
Madrid 2005 - Cronometro Under-23: 17º
Mendrisio 2009 - In linea Elite: 103º
Geelong 2010 - In linea Elite: 25º
Limburgo 2012 - In linea Elite: 37º
Toscana 2013 - In linea Elite: 49º
Ponferrada 2014 - In linea Elite: 63º
Richmond 2015 - In linea Elite: 104º
Bergen 2017 - In linea Elite: 90º
Innsbruck 2018 - In linea Elite: ritirato
Imola 2020 - In linea Elite: 66º

### Competizioni continentali
- Campionati europei

Plumelec 2016 - In linea Elite: 36º